# Temecula
 Ovo je glavno značenje pojma Temecula. Za druga značenja pogledajte Temecula (razdvojba).
Temecula (Temeku), značajno selo Luiseño Indijanaca u istoimenoj dolini u kalifornijskom okrugu Riverside. Populacija mu je 1865. bila 388. Godine 1875. Luiseño su primorani da napuste svoju dolinu i odlaze u kanjon Pechanga, gdje će postat poznati kao Pichanga Indijanci. Godine 1903 na neplodnom pustinjskom tlu rezervatu Temecula živi ih 181. Na mjestu indijanskog sela danas stoji grad Temecula, s populacijom preko 57,000 stanovnika (2000).